# Solwind

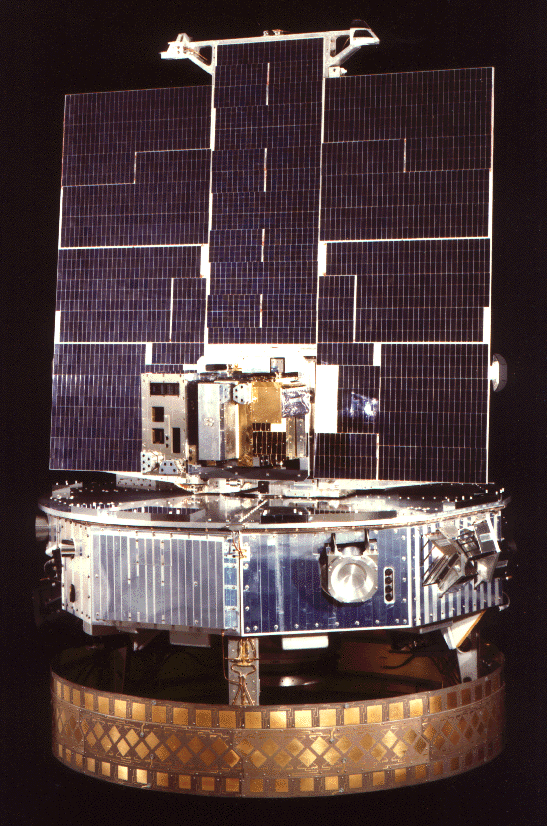
Solwind

O Solwind, também conhecido como P-78, foi um satélite artificial da NASA lançado ao espaço no dia 24 de fevereiro de 1979 por um foguete Atlas da Base da Força Aérea de Vandenberg.

## Características
O Solwind dedicou à observação e estudo do Sol. O seu eixo de rotação era perpendicular tanto ao seu plano orbital como a linha Terra-Sol.
O Solwind foi destruído durante um teste de um míssil ASM-135 ASAT.

## Instrumentos
O Solwind levava a bordo vários instrumentos:
- um espectrômetro de raios gama e detectores de partículas.
- um coronógrafo de luz branca e um heliógrafo ultravioleta.
- um espectrômetro de raios X e um espectro-heliógrafo.
- um espectrômetro para o ultravioleta extremo.
- um espectrômetro de partículas de altas latitudes.
- um monitor de raios X.
- um monitor de aerossóis.